# توین لیکز (کالیفرنیا)
توین لیکز (به انگلیسی: Twin Lakes) یک منطقهٔ مسکونی در ایالات متحده آمریکا است که در شهرستان سانتا کروز، کالیفرنیا واقع شده است. توین لیکز ۳٫۱۳۶ کیلومتر مربع مساحت و ۴٬۹۱۷ نفر جمعیت دارد و ۱۶ متر بالاتر از سطح دریا واقع شده است.